# 光酥餅

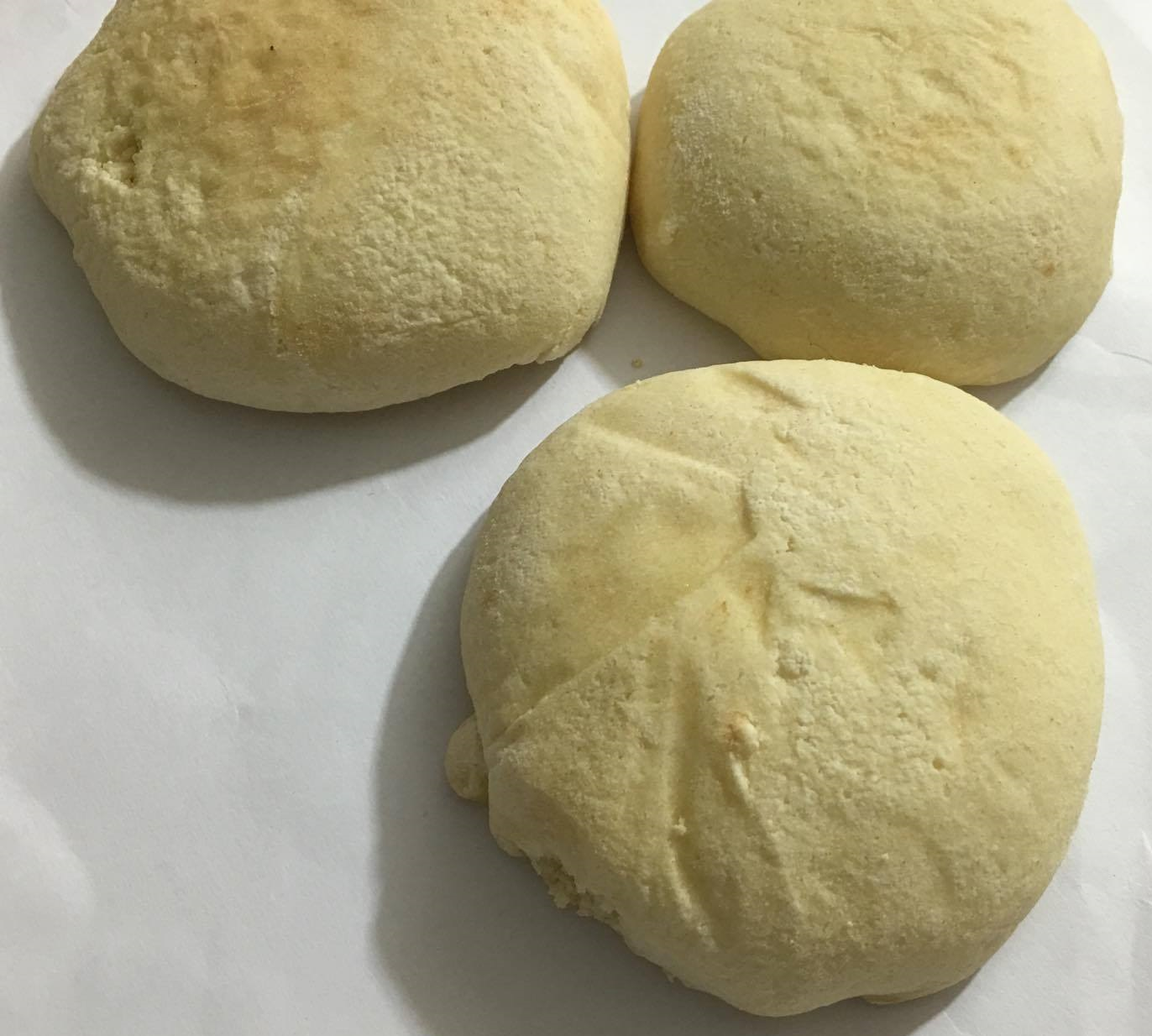
光酥餅

光酥餅是中國民間小吃，外表白色或至黄色，並可能有裂痕以及是圓形。也是聞名於香港奇華餅家、泰昌餅家，以及其他的傳統老餅店。類似廣東所製造的西樵大餅，口感鬆軟、味覺香甜而不膩，較為乾爽，亦可用作為最佳的休閒食品。

## 主要材料 ( 較常用 )
- 低筋麵粉
- 水
- 白砂糖( 罕見只使用黃糖）
- 發粉
- 粟粉
- 雞蛋( 罕見只使用蛋白）